# Mychajlo Serhijovyč Hruševs'kyj
Mychajlo Serhijovyč Hruševs'kyj (in ucraino Михайло Сергійович Грушевський?; Chełm, 29 settembre 1866 – Kislovodsk, 26 novembre 1934) è stato un politico, storico e rivoluzionario ucraino, una delle figure più importanti della rinascita nazionale ucraina dell'inizio del XX secolo.
Fu il più grande storico moderno ucraino, il primo organizzatore dell'istruzione, guida del movimento nazionale ucraino pre-rivoluzionario, capo della Central'na Rada (il parlamento rivoluzionario ucraino nel periodo 1917-1918) e figura di punta dell'Ucraina sovietica degli anni venti.

## Biografia
Nato da una nobile famiglia ucraina a Kholm, città del Regno del Congresso dove il padre insegnava russo, Hruševs'kyj crebbe a Tiflis, dove ha frequentato una scuola locale. Si è laureato in storia all'Università di San Vladimir di Kiev.
Nel 1899, in esilio nella Galizia asburgica, co-fondò il Partito Democratico Nazionale Ucraino. Nel 1907, sostenne l'ucrainizzazione dell'apparato statale russofono. Nel 1917, pubblicò la fondamentale Storia dell'Ucraina-Rus' in 10 volumi, in cui fa scaturire l'identità ucraina dalla secolare lotta dei contadini contro l'oppressore. Lo stesso anno fu eletto capo del parlamento rivoluzionario, la Central'na Rada. Dopo il colpo di stato del generale Pavlo Skoropad'skyj, sostenuto dai tedeschi, entrò in clandestinità. Riapparve sulla scena politica dopo il rovesciamento del regime di Skoropads'kyj da parte del Direttorio nel dicembre 1918. Ben presto però Hruševs'kyj entrò in contrasto con il Direttorio e con il suo nuovo uomo forte, Symon Petljura. Nel 1919 lasciò l'Ucraina e, su mandato del Partito dei socialisti rivoluzionari ucraini si recò all'estero per coordinare le attività dei suoi rappresentanti negli altri paesi.
Mentre era all'estero, Hruševs'kyj iniziò ad avvicinarsi a posizioni filo-bolsceviche. Insieme ad altri membri del Partito socialista rivoluzionario ucraino, fece parte della delegazione estera che sostenne la riconciliazione con il governo sovietico. Sebbene il gruppo fosse critico nei confronti dei bolscevichi, soprattutto a causa del loro centralismo e delle loro attività repressive in Ucraina, riteneva che le critiche dovessero essere messe da parte perché i bolscevichi erano i leader della rivoluzione internazionale. Hruševs'kyj e il suo gruppo presentarono così una petizione al governo della RSS Ucraina per legalizzare il Partito dei socialisti rivoluzionari ucraini e per consentire il ritorno in patria dei membri della delegazione straniera. Il governo comunista ucraino respinse la proposta. 
Tornato in Ucraina nel 1924, Hruševs'kyj si concentrò sul lavoro accademico. Soprattutto continuò a scrivere la sua monumentale Storia dell'Ucraina-Rusʹ. Sebbene le condizioni politiche gli impedissero di tornare sulla scena, fu coinvolto nell'epurazione stalinista dell'intellighenzia ucraina. Nel 1931, dopo una lunga campagna condotta contro di lui dalla stampa sovietica, fu esiliato a Mosca. Tre anni dopo, sotto la stretta sorveglianza della polizia politica sovietica, morì durante un piccolo intervento chirurgico di routine a Kislovodsk, nel Caucaso, all'età di 68 anni.